# Virtual Room
 (juin 2024).
Virtual Room est la marque déposée et exploitée par la société UNIVR.
UNIVR est une société française créée en juin 2016 qui dispose de son propre studio de développement. Elle produit des aventures 100 % fabriqué en France, destinées à son propre réseau de salles VR. Le premier centre a ouvert rue de Turenne à Paris. Aujourd'hui, Virtual Room est implanté dans plusieurs pays du monde (France, Belgique, Suisse, Grèce, Maroc, États-Unis, Australie, Singapour et Colombie) et dispose de 30 établissements, qui comptabilisent 285 zones de jeu au total. Le premier jeu d'aventure est sorti en février 2017.
En 2024, Virtual Room et les Éditions Albert René ont trouvé un accord pour la création et la réalisation d'un jeu en réalité virtuelle sous la licence officielle Asterix. La sortie de ce jeu est estimée aux alentours de juillet 2024.
On compte cinq aventures en réalité virtuelle, basées sur la communication, la déduction et l'esprit d'équipe. Trois thèmes qu'on retrouve également dans le jeu d'évasion grandeur nature.

## Création
La société UNIVR (Virtual Room) a été créée en juin 2016 dans le but de développer et d'exploiter des jeux en réalité virtuelle. UNIVR est le fruit de la rencontre des associés de BGP Entertainment (Jean-Luc Gignoux et Jean-Louis Bouthinon) et du studio de création 3D Monsieur K de Vincent Kawnik et Thomas Knoll. La société propose des expériences entre l'escape game et le cinéma, à jouer en équipe composée de 2 à 4 joueurs. Le premier jeu est sorti en février 2017 à Paris avec Time Travel : chapitre I. Time Travel : chapitre II est sorti en mai 2018. Are We Dead? est sorti en août 2019, Press Start en novembre 2021 et Astérix : Mission Potions ! en 2024.

## Aventures

### Time Travel: Chapitre I
L'équipe Alpha a disparu dans le passé et avec elle des données importantes, dont la disparition met en péril l'avenir de l'humanité. Les joueurs incarnent l'équipe Oméga, la dernière équipe de voyageurs du temps encore en vie. Tout repose sur eux, et ils vont devoir traverser le temps et l'espace pour retrouver l'équipe Alpha, récupérer les données et les ramener. S'ils échouent, l'humanité est condamnée...

### Time Travel: Chapitre II
L'équipe Oméga est à nouveau sollicitée. Une espèce Alien menace d'envahir la Terre et d'exterminer l'humanité. Ils étaient bien préparés et avaient déposé des balises à différentes époques afin de préparer leur invasion. Heureusement pour nous, ces balises pourraient bien causer leur perte. Les joueurs devront retrouver ces balises et analyser la technologie Alien afin de créer une arme capable de détruire leur vaisseau mère. Cependant, il va falloir faire vite, le temps leur est compté.

### Are We Dead?
En 2040, la population est contaminée par un virus qui change les hommes en zombies. Un antidote est sur le point d'être créé. Les joueurs incarnent des morts-vivants et doivent lutter contre des militaires.
Neuf ans après l’Infection, les humains tiennent tant bien que mal des hordes de morts-vivants à distance des métropoles et autres foyers de population. Le professeur Knollwick est un biochimiste de génie œuvrant pour la puissante corporation Helix Industries, dont le but est de trouver un vaccin à l’épidémie. Knollwick a récemment mis au point un agent épigénétique désigné sous le nom de Thanasium : une substance verte et phosphorescente destinée à transformer les morts-vivants en supers-soldats dociles et surpuissants. Le Thanasium a été testé sur divers zombies capturés. Un faible pourcentage de sujets exposés au Thanasium (identifiés par le nom de code « Darwin ») exhibe deux traits particuliers : la capacité de régénérer ses membres instantanément ainsi qu’un semblant de conscience. Le jeu débute alors que quatre zombies Darwin sont rapatriés à la base secrète de Red Water, afin d’être examinés par le professeur Knollwick.

#### Récompenses
Are We Dead? a été récompensé au Satis - 360 Film Festival 2019 par deux prix : Best Interactivity / Integration et Best Immersion.

### Press Start
Les joueurs incarnent des adolescents dans les années 1990, leur petit groupe décide d'aller explorer une salle d'arcade, Arcadia, abandonnée depuis de nombreuses années. Lors de leur exploration, ils se retrouvent aspirés dans une borne d'arcade encore fonctionnelle à l'intérieur de laquelle une intelligence artificielle maléfique était enfermée. Elle cherche maintenant à s'en échapper, et les joueurs devront l'en empêcher en traversant différents univers qui leur permettront peut-être de trouver un moyen de la détruire.

### Astérix: Mission Potions!
Astérix : Mission Potions! est une expérience de réalité virtuelle collaborative développée par Virtual Room, où les joueurs incarnent des apprentis druides sous la direction de Panoramix. Leur mission est de retrouver un ingrédient manquant pour préparer la célèbre potion magique et protéger le village gaulois contre les Romains. Le gameplay repose sur la coopération, la résolution d'énigmes, et l'exploration d'environnements emblématiques, incluant une évasion d'une prison romaine et un affrontement contre les légionnaires.

## Système de jeu
Virtual Room est une expérience à vivre à partir de 8 ans. À l'instar des escape game, la partie se joue en groupe (amis, familles, team building, , etc.)
Les joueurs ont moins de 60 minutes pour aller au bout de l'aventure. Ils sont équipés de casque de réalité virtuelle HTC Vive et de deux manettes. Les joueurs sont séparés physiquement, chacun dans sa propre salle de 9 m2, ce qui permet d'avoir une liberté dans les mouvements. Tous les membres de l'équipe se retrouvent en réseau, dans un univers virtuel pour mener à bien leurs missions. Ils peuvent se voir dans le jeu, se parler à travers l’avatar dont ils disposent, et même échanger des objets virtuels. Un maître de jeu est présent dans une salle à part ; il supervise le bon déroulement du jeu et peut intervenir par tchat, en cas de difficultés, pour aiguiller les joueurs, et leur donner des indications diverses (temps restant, indices, conseils).